# Magdalena Frąckowiak

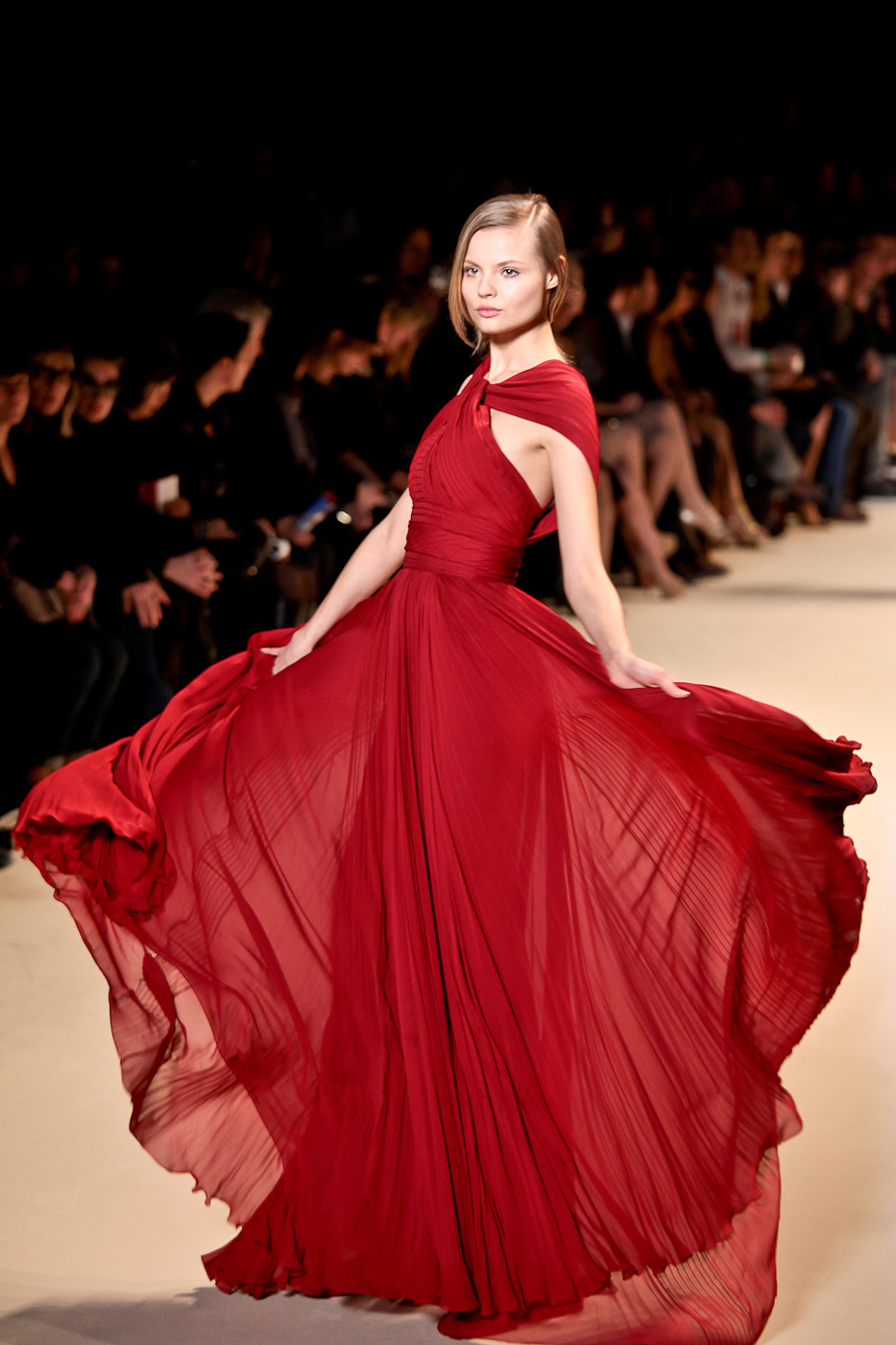
Magdalena Frąckowiak

Magdalena Frąckowiak (engl.: Magdalena Frackowiak; * 6. Oktober 1984 in Danzig) ist ein polnisches Model.
Als 16-Jährige gewann Frąckowiak einen Modelwettbewerb in Warschau, was ihr einen Vertrag bei einer Modelagentur einbrachte. Sie wurde als Laufstegmodel international gebucht und lief für Marken wie Chanel, Dolce & Gabbana, Fendi, Prada, Chloé oder Gaultier. Als Covermodel war sie auf Ausgaben der Elle und Vogue zu sehen. Von 2010 bis 2015 wirkte sie bei den Victoria’s Secret Fashion Shows mit. 2011 wurde sie von Karl Lagerfeld für den Pirelli-Kalender fotografiert.